# Shintotsukawa
Shintotsukawa (新十津川町, Shintotsukawa-chō) est un bourg du district de Kabato, situé dans la sous-préfecture de Sorachi, sur l'île de Hokkaidō, au Japon.

## Géographie

### Démographie
Au 31 mars 2015, la population de Shintotsukawa s'élevait à 6 897 habitants répartis sur une superficie de 495,47 km2.

## Transports
Shintotsukawa est desservi par la ligne Sasshō (ligne Gakuen-Toshi) de la compagnie JR Hokkaido.